# F'dérick
F'dérick je město v regionu Tiris Zemmour na severu Mauritánie. Nachází se nedaleko hranic se Západní Saharou, v saharské poušti, na západním svahu hory Kediet Ijill. Kolem města se nachází rozsáhlá naleziště železa. Železo je dopravováno mauritánskou železnicí do přístavu v Nuadhibú. 
Město se rozkládá na ploše 169,684 km². Má 11 tisíc obyvatel.